# 丹特·莱特之死
2021年4月11日，20岁的非裔美国男子丹特·莱特在美国明尼蘇達州明尼阿波利斯-圣保罗都会区的一次交通拦截中，被明尼苏达州布鲁克林中心的警察金柏莉·波特（Kimberly Potter）开枪射杀。萊特在中枪后继续驾驶汽车行驶了几个街区，然后与另一辆车相撞，并撞上了水泥障碍物。他当场被宣布死亡。
第二天，警方表示波特本想使用泰瑟枪，但却不小心拿起了手枪，一枪击中了萊特的胸部。枪击案发生两天后，波特和布鲁克林中心警察局长蒂姆·坎农（Tim Gannon）辞职。
这起枪击事件引发了布鲁克林中心的抗议活动，并在明尼阿波利斯-聖保羅都會區再次引发了针对警察暴力的持续性示威，导致全市和地区性的宵禁。示威活动也蔓延到了美国各地城市。

## 当事人

### 丹特·莱特
丹特·莱特（Daunte Wright）是一名20岁的非裔美国男子

### 金·波特
枪击事件发生时，48岁的美國白人女子金·波特（Kim Potter）是布鲁克林中心警察局的警察，她自1995年起就在该警察局工作。